# Prionyx herrerai
Prionyx herrerai är en biart som först beskrevs av Brethes 1926.  Prionyx herrerai ingår i släktet Prionyx och familjen grävsteklar. Inga underarter finns listade i Catalogue of Life.